# Ghada Mohamed Amer
Ghada Mohamed Amer (en árabe: غادة محمد عامر, Baréin) es una científica egipcia especializada en el campo de la ingeniería eléctrica.

## Trayectoria
Amer obtuvo un Grado en Ingeniería Eléctrica en la Facultad de Ingeniería de la Universidad de Banha, en Al Qalyubiyah, Egipto, en 1996. Posteriormente, en 1999, obtuvo el título de Máster en Ingeniería de Energía Eléctrica de la Facultad de Ingeniería de la Universidad de El Cairo, en Egipto, donde se doctoró en 2002. Como docente, fue profesora asistente y, posteriormente, titular en el Departamento de Tecnología de Ingeniería Eléctrica de la Universidad de Banha entre 2007 y 2016. Además, ocupó el cargo de Jefa del mismo departamento entre 2013 y 2014.
Ocupa múltiples roles destacados en el campo de la ingeniería eléctrica e innovación. Desde septiembre de 2011, es la Vicepresidenta de la Fundación Árabe de Ciencia y Tecnología, donde ha desarrollado y liderado más de 20 proyectos y programas para apoyar el desarrollo científico y el emprendimiento. Haciendo hincapié en la importancia de la investigación y la innovación para la comunidad, Ghada ha establecido entidades como Accu-Training y ASTF Innovation Lab para fomentar un ecosistema de innovación y emprendimiento en los países árabes, y en 2014, cofundó el Equipo de Investigación Médica Al-Jaber.
Ha contribuido activamente en comités científicos, conferencias y colaboraciones internacionales, destacando aún más su compromiso con el avance de la ciencia y la tecnología. La dedicación de Ghada a la investigación, el desarrollo y el emprendimiento ha dado como resultado numerosos proyectos exitosos y el establecimiento de 142 startups, contribuyendo significativamente al desarrollo de la comunidad árabe.

## Reconocimientos
Amer ha recibido diversos reconocimientos a lo largo de su carrera. En 2014, fue elegida como una de las 20 mujeres más influyentes en la ciencia en el mundo islámico, apodada como The Power Woman (La mujer de la energía), según el ranking de Muslim-Science, una revista online que se dedica a revitalizar la ciencia, la innovación y el emprendimiento en el mundo islámico mediante un diálogo informado y equitativo sobre estos temas y proponiendo cuestiones importantes relacionadas con la ciencia, la religión y la sociedad. Esta misma publicación la nombró Personalidad del Año en 2015.
Además, ocupó el primer lugar en la lista de los "50 Líderes Más Destacados en Emprendimiento de Mujeres Árabes" en 2014, según la revista Sayidaty Magazine. Sus logros se extienden a ser incluida entre "los 500 Musulmanes Más Influyentes en 2016" en el campo de la ciencia y la tecnología, según el Centro de Estudios Estratégicos Islámicos Reales.
Su dedicación a la innovación la llevó a ser seleccionada como miembro del jurado de los Rolex Enterprise Awards for Innovation en 2016.

## Publicaciones (selección)
- O.E. Gouda, G.M. Amer “New digital relaying for high voltage transmission lines by using sinusoidal wave algorithms “MEPCOM 2001, Egypt. [9]
- Ghada M. Amer, Ali H. Mansour “Break Down and Conduction Current Bursts of Aged Transformer Oil under Uniform and Non-Uniform Fields” GD2004 Conference, UK.[9]
- O.E. Gouda a,1, G.M. Amer b, W.A.A. Salem “ Predicting transformer temperature rise and loss of life in the presence of harmonic load currents” 17 January 2012[9]
- O. E. Gouda, G. M. Amer, O. M. Salim, and M. A.Hassan “Power System Disturbance Suppression using Interval Type-2 Fuzzy Logic Stabilizer” ICCTA 2014, 25-27 October 2014, Alexandria, Egypt.[9]
- Beshoy S. Kest, Ghada M. Amer, Wael A. Mohamed and Hassen T. Dorrah “A New Multi-Sensor Fusion Strategy for Optimal Spatial Design and Operation of Renewable Energy Grids” International Journal of Current Engineering and Technology, Vol. 4, No.6 (Dec 2014) [9]